# Studio Uno (album)
Studio Uno è l'ottavo album in studio della cantante italiana Mina, pubblicato dall'etichetta Ri-Fi nel marzo del 1965.

## Storia
L'album, la cui grafica ricalca la copertina del singolo che lo ha anticipato di un mese, contiene in gran parte brani già pubblicati; in un paio di casi, uno è il 45 giri appena citato, include entrambi i lati del singolo.
Nonostante l'album richiami nel titolo l'omonimo varietà televisivo della Rai e sia stato pubblicato durante la trasmissione della terza edizione dello spettacolo nella primavera del 1965, Mina, nel corso delle 12 puntate previste, presenterà pochi brani del disco.
Salvo gli inediti, gli altri brani erano già stati pubblicati su 45 giri e compaiono per prima volta su un album. Molte canzoni del disco sono state incise da Mina anche in altre lingue, per i dettagli si rimanda alla pagina del singolo in cui il brano è contenuto.
È stato ristampato su CD nel 1997 a cura della RCA Italiana (catalogo 74321482612) e rimasterizzato dalla Halidon nel 2009 sia su CD (SRCD 6294), sia su LP in vinile da 180 grammi (SRLP 07), sia su Picture disc (SRLPD 07), questi ultimi due a tiratura limitata. Nel 2011 è stato rimasterizzato ancora dalla Halidon su CD mantenendo lo stesso numero di catalogo.
Arrangiamenti, orchestra e direzione orchestrale di Augusto Martelli; per Città vuota sono di Piero Gosio.

## Accoglienza
Grazie a brani che primeggiano nelle classifiche settimanali tra il 1964 e il 1965, come:
- È l'uomo per me - primo nelle vendite dei singoli del 1964[3]
- Città vuota - 3º posto nelle vendite dei singoli del 1964[4]
- Io sono quel che sono - 6º posto nelle vendite dei singoli del 1964[5]
- Un buco nella sabbia - decimo posto nelle vendite dei singoli del 1964[6]
- Un anno d'amore - primo nelle vendite dei singoli del 1965[7]
- L'ultima occasione - 7º posto nelle vendite dei singoli del 1965[8]

l'album è in assoluto il disco più venduto in Italia nel 1965.

## I brani

### Inediti
- L'ultima occasione e E... (E adesso sono tua)

Sono stati pubblicati a luglio come lati dello stesso singolo, che può ritenersi l'unico estratto dell'album.
- So che mi vuoi

Mai pubblicato su singolo da Mina. Si tratta di una cover di It's for You un brano scritto originariamente da John Lennon e Paul McCartney, mai inciso ufficialmente dai Beatles (dei quali pare esista una demo su un nastro di prova con il solo Paul che suona la chitarra) né comparso su bootleg.
È invece certa l'incisione di Cilla Black su un EP del 1964 (Parlophone GEP 8916), che raggiunge il settimo posto nella classifica UK.
- Era vivere

Ad aprile 1965 diventerà il lato B nella ristampa del singolo Un anno d'amore/E se domani del 1964.

## Tracce
Lato A
1. L'ultima occasione – 2:43 (testo: Tony Del Monaco – musica: Climax[12]; edizioni musicali Apollo)
2. Un anno d'amore (C'est irreparable) – 3:10 (testo: Mogol, Alberto Testa – musica: Nino Ferrer; edizioni musicali Settebello)
3. Se piangi, se ridi – 2:38 (testo: Mogol – musica: Bobby Solo, Gianni Marchetti; edizioni musicali Fama)
4. Più di te (I Won't Tell) – 2:47 (testo: Antonietta De Simone – musica: Bob Gaudio, Bob Crewe; edizioni musicali Rias)
5. È l'uomo per me (He Walks Like a Man) – 2:20 (testo: Gaspare Gabriele Abbate, Vito Pallavicini – musica: Diane Hildebrand; edizioni musicali Connelly / Peer)
6. Un buco nella sabbia – 2:18 (testo: Alberto Testa – musica: Piero Soffici; edizioni musicali Supersonic)

Lato B
1. So che mi vuoi (It's for You) – 2:08 (testo: Alberto Testa – musica: John Lennon, Paul McCartney; edizioni musicali Curci)
2. E... (E adesso sono tua) – 3:00 (testo: Alberto Testa – musica: Hammers[13]; edizioni musicali Rias)
3. Tu farai – 2:25 (testo: Alberto Testa – musica: Augusto Martelli, Bruno Martelli; edizioni musicali Settebello)
4. Era vivere – 2:23 (testo: Alberto Testa – musica: Augusto Martelli, Bruno Martelli; edizioni musicali Settebello)
5. Città vuota (It's a Lonely Town) – 2:40 (testo: Giuseppe Cassia – musica: Doc Pomus, Mort Shuman; edizioni musicali Aberbach / BMG Ricordi)
6. Io sono quel che sono – 2:13 (testo: Mogol – musica: Enrico Polito; edizioni musicali Successo)